# Santuario della Madonna delle Lacrime
El santuario della Madonna delle Lacrime (en español: Santuario de la Virgen de las Lágrimas) es un santuario mariano y una basílica menor de Siracusa, Sicilia (Italia).

## Historia
El santuario tiene su origen en los episodios de lacrimación de una imagen de la Virgen María, registrados entre el 29 de agosto y 1 de septiembre de 1953. Después que estos fenómenos fuesen declarados milagrosos por el episcopado siciliano, se decidió la erección
de un santuario, para preservar y venerar la imagen, conocida desde entonces como Madonna delle Lacrime (en español: Virgen de las Lágrimas).

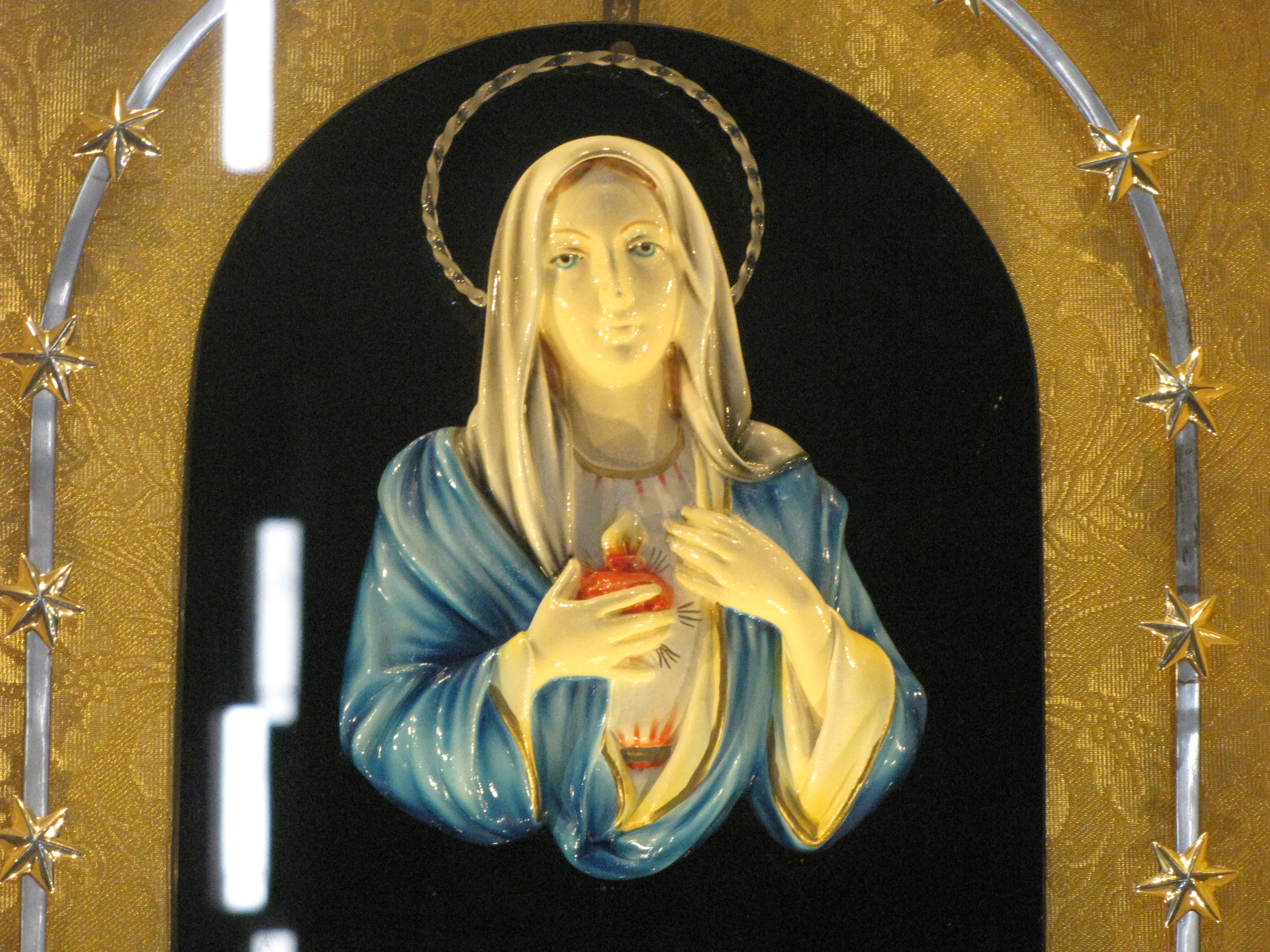
Imagen de la Madonna delle Lacrime conservada en el santuario

Se convocó un concurso, que fue ganado en 1957 por los arquitectos franceses Michel Andrault y Pierre Parat. El proyecto también contó con la participación del ingeniero italiano Riccardo Morandi. La construcción se inició en 1966 y se prolongó durante 28 años. Las obras se demoraron, en parte por el hallazgo de restos arqueológicos en el subsuelo. 
La cripta del santuario fue la primera obra terminada. Fue consagrada el 28 de agosto de 1968 por el arzobispo de Siracusa, Giuseppe Bonfiglioli, e inaugurada el 1 de septiembre de ese año por el arzobispo de Palermo, el cardenal Francesco Carpino. En la cripta se custodió la imagen de la Madonna delle Lacrime hasta la finalizar las obras del templo superior.
El santuario fue consagrado el 6 de noviembre de 1994, durante una visita del papa Juan Pablo II. En 2002 el templo fue elevado a basílica menor.

## Arquitectura y características

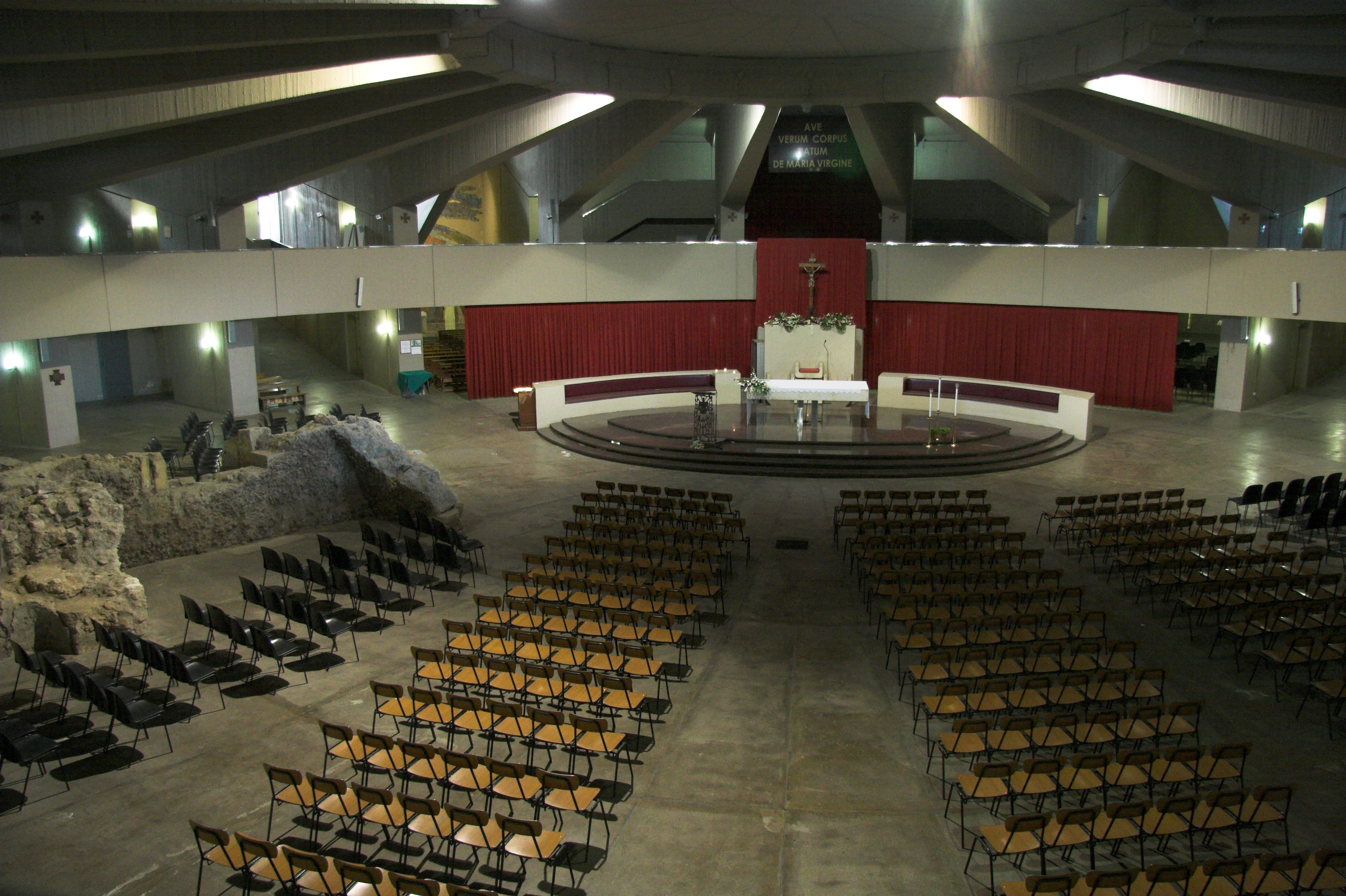
Cripta y restos arqueológicos.

El santuario se divide en dos niveles: la basílica, en la parte superior, y la cripta, en la parte inferior. El templo superior, de planta circular y 71,40 metros de diámetro, tiene capacidad para 11000 personas de pie y 6000 sentadas. Alrededor del perímetro se distribuyen 16 capillas. En el centro, un altar de mármol blanco y piedra de Módica, obra de Giancarlo Marchese, alberga la imagen de la Madonna delle Lacrime y una cruz del siglo XVIII.

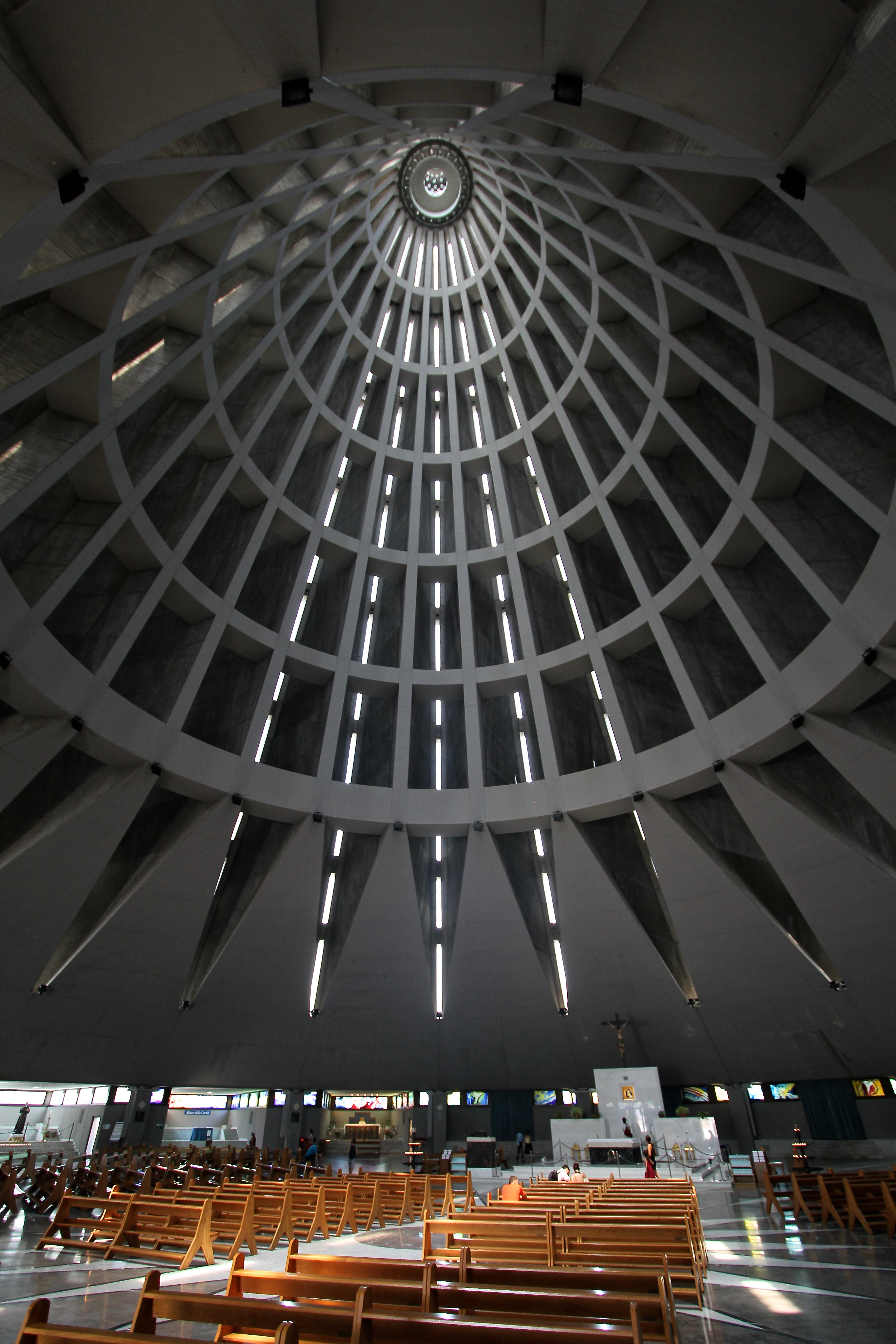
Nivel superior del santuario.

La cripta está dedicada al Inmaculado Corazón de María. También circular, tiene un diámetro de 80 metros y puede albergar 3000 personas sentadas. Se conservan restos arqueológicos de época tardorromana, como un hipogeo. Alrededor del perímetro se distribuyen varias capillas y se exhiben los exvotos de los fieles. En la cripta se guarda también el vial que contiene las lágrimas del milagro de la Virgen.
Exteriormente, el edificio está coronado por un techo cónico de hormigón armado, de 103 metros de altura, rematado con una estatua de bronce de la Virgen, obra de Francesco Caldarella.